# Syméon
Pour les articles homonymes, voir Syméon (homonymie), Simon et Saint-Simon.
Syméon ou Siméon ou encore Simon (Grec ancien: Συμεών, Sumeṓn) est un personnage de l'Évangile selon Luc qui apparaît lors de la Présentation au Temple de Jésus de Nazareth. Il avait été averti par le Saint-Esprit qu'il ne mourrait pas avant d'avoir vu le Christ. Il chante un cantique d'action de grâce, le Nunc dimittis, et annonce à Marie qu'elle connaîtra la souffrance.
Il est commémoré le 3 février selon le Martyrologe romain.

## Mention dans l'Évangile de Luc
« Quand fut accompli le temps prescrit par la loi de Moïse pour la purification, les parents de Jésus l’amenèrent à Jérusalem pour le présenter au Seigneur, selon ce qui est écrit dans la Loi : Tout premier-né de sexe masculin sera consacré au Seigneur.
Ils venaient aussi offrir le sacrifice prescrit par la loi du Seigneur : un couple de tourterelles ou deux petites colombes.
Or, il y avait à Jérusalem un homme appelé Syméon. C’était un homme juste et religieux, qui attendait la Consolation d’Israël, et l’Esprit Saint était sur lui.
Il avait reçu de l’Esprit Saint l’annonce qu’il ne verrait pas la mort avant d’avoir vu le Christ, le Messie du Seigneur.
Sous l’action de l’Esprit, Syméon vint au Temple. Au moment où les parents présentaient l’enfant Jésus pour se conformer au rite de la Loi qui le concernait,
Syméon reçut l’enfant dans ses bras, et il bénit Dieu en disant :
" Maintenant, ô Maître souverain, tu peux laisser ton serviteur s’en aller en paix, selon ta parole.
Car mes yeux ont vu le salut
que tu préparais à la face des peuples :
lumière qui se révèle aux nations et donne gloire à ton peuple Israël ".
Le père et la mère de l’enfant s’étonnaient de ce qui était dit de lui.
Syméon les bénit, puis il dit à Marie sa mère : " Voici que cet enfant provoquera la chute et le relèvement de beaucoup en Israël. Il sera un signe de contradiction et toi, ton âme sera traversée d’un glaive : ainsi seront dévoilées les pensées qui viennent du cœur d’un grand nombre " »

 (Luc 2, 22-35 - trad. Association Épiscopale Liturgique pour les pays Francophones).